# Bătrâna
Bătrâna è un comune della Romania di 161 abitanti, ubicato nel distretto di Hunedoara, nella regione storica della Transilvania.
Il comune è formato dall'unione di 4 villaggi: Bătrâna, Fața Roșie, Piatra, Răchițaua.